# Teoria soddisfacibile
In logica matematica, una teoria del primo ordine {\displaystyle \Phi } si dice soddisfacibile se esiste una realizzazione (modello, interpretazione) {\displaystyle \sigma } che rende vere tutte le formule di {\displaystyle \Phi }.
In modo informale, si può tentare di volgarizzare la definizione dicendo che una teoria, ovvero un certo insieme di formule (usando il termine "insieme" in modo improprio), dice cose sensate in almeno in un caso se esiste almeno una classe di "oggetti" reali che, sostituiti alle variabili nelle formule, le rendano tutte vere.

## Esempi
Ad esempio, l'aritmetica di Peano e la teoria che producono sono resi veri dal modello numeri naturali; quest'ultimo modello non è l'unico che li soddisfa. Invece, la teoria {a, negazione-di-a} non è soddisfatta da nessun modello.